# Podalonia gulussa
Podalonia gulussa är en biart som först beskrevs av Francis David Morice 1900.
Podalonia gulussa ingår i släktet Podalonia och familjen grävsteklar. Inga underarter finns listade i Catalogue of Life.